# La Buire

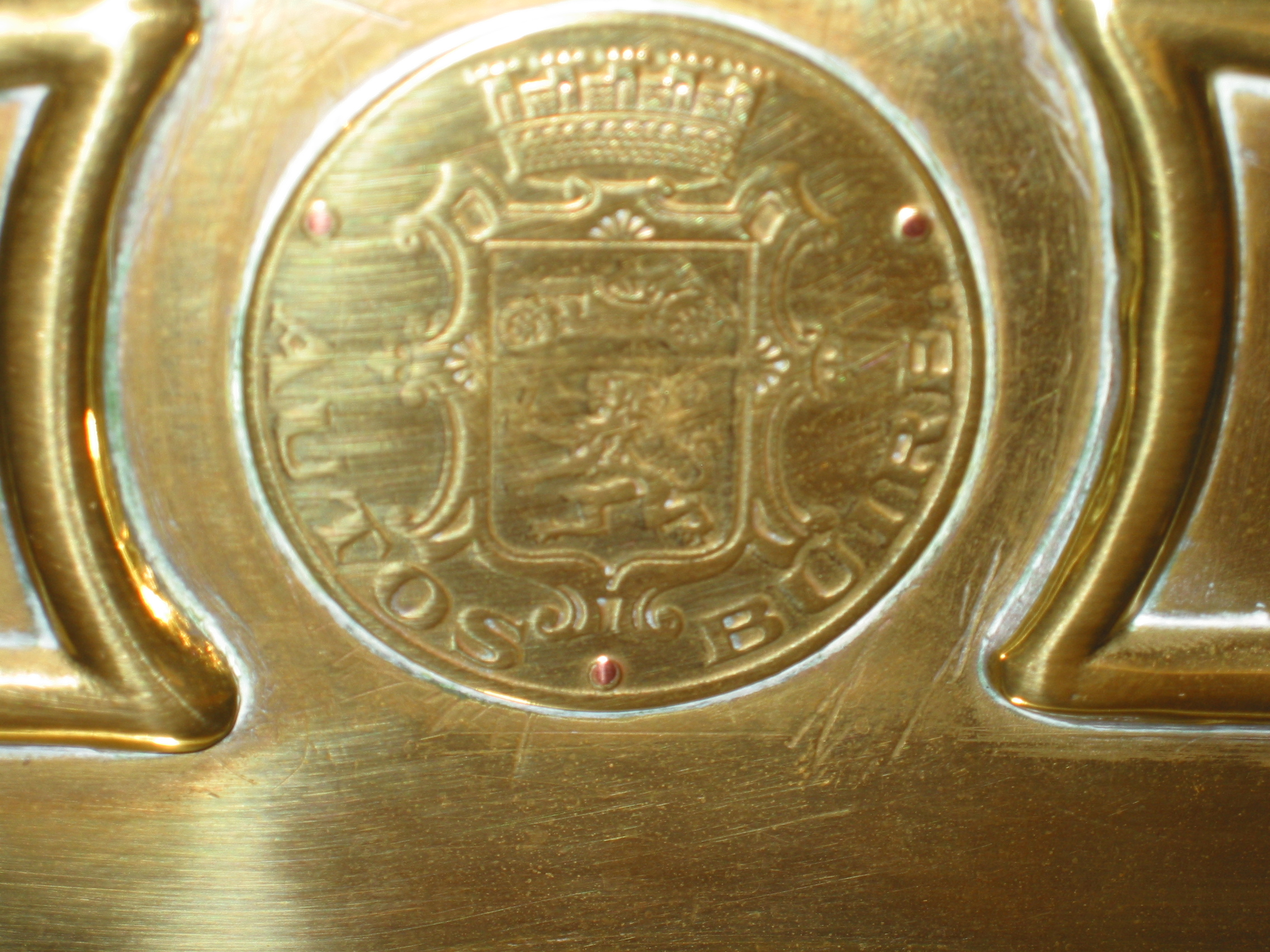
Emblem von La Buire 1905

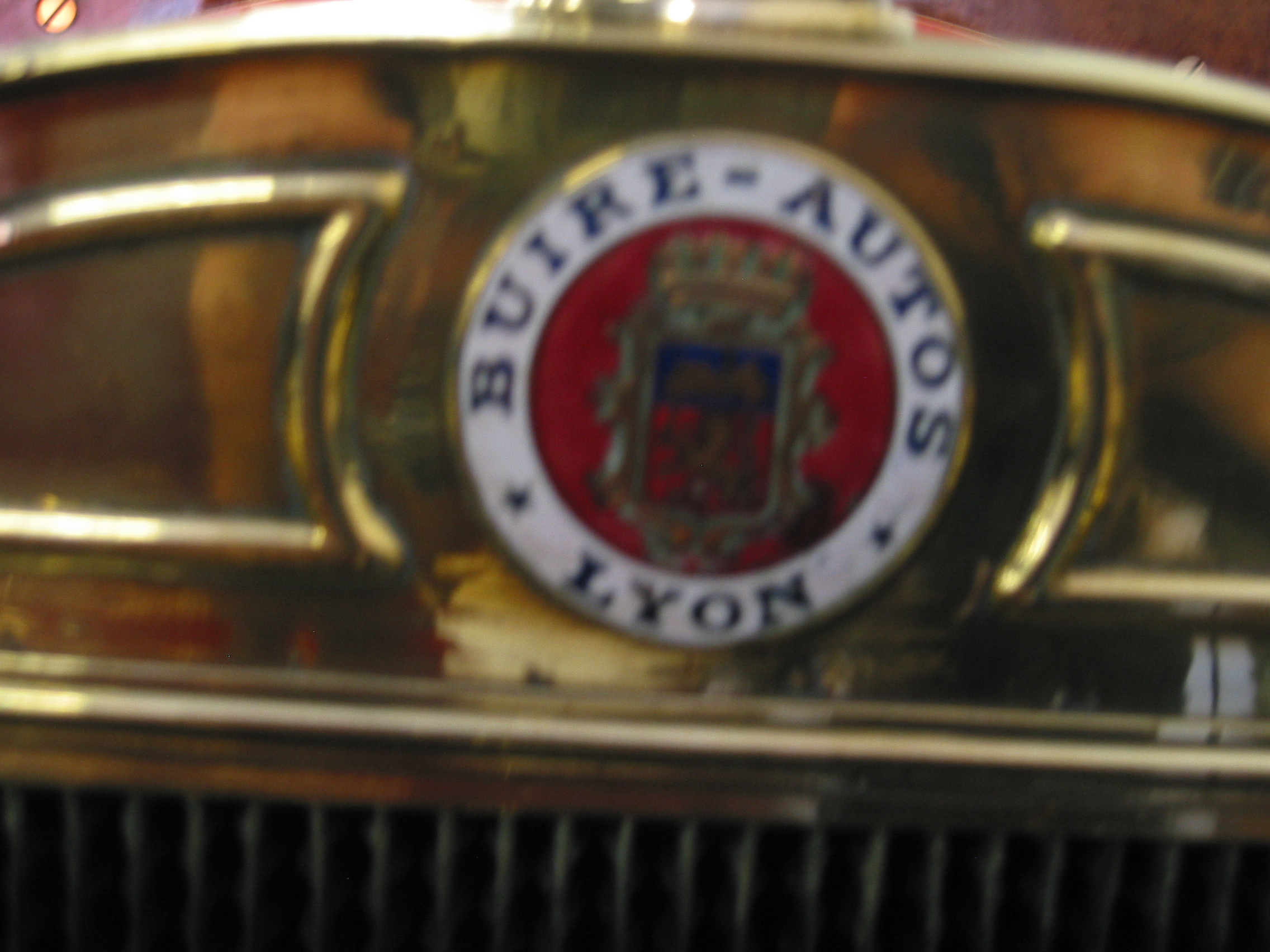
Emblem von La Buire 1908

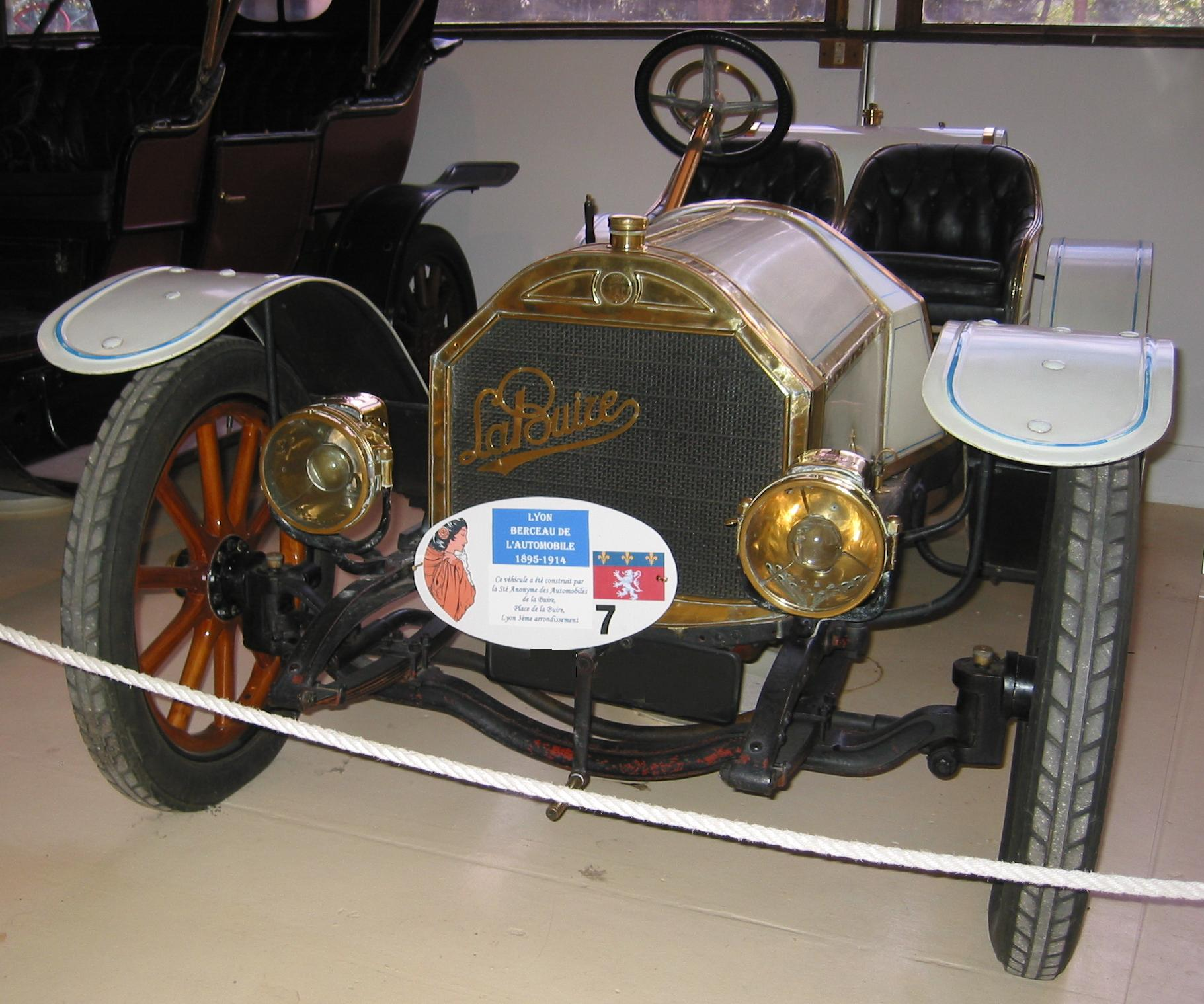
La Buire von 1905

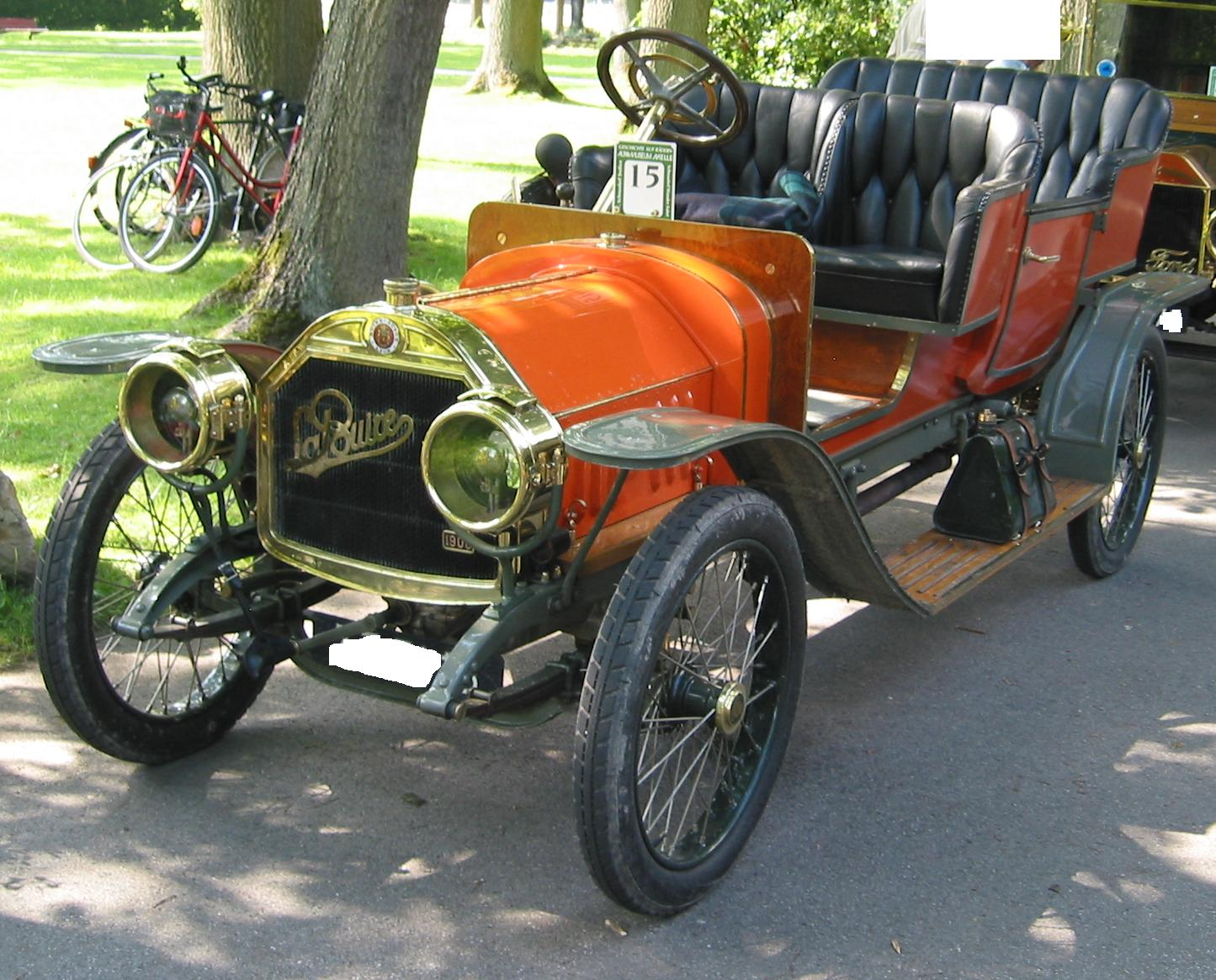
La Buire von 1908

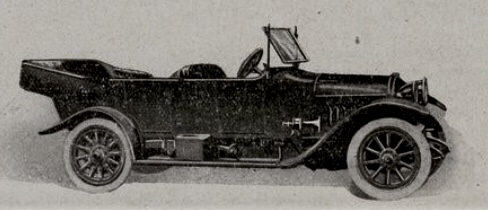
La Buire 14/20 HP von 1919

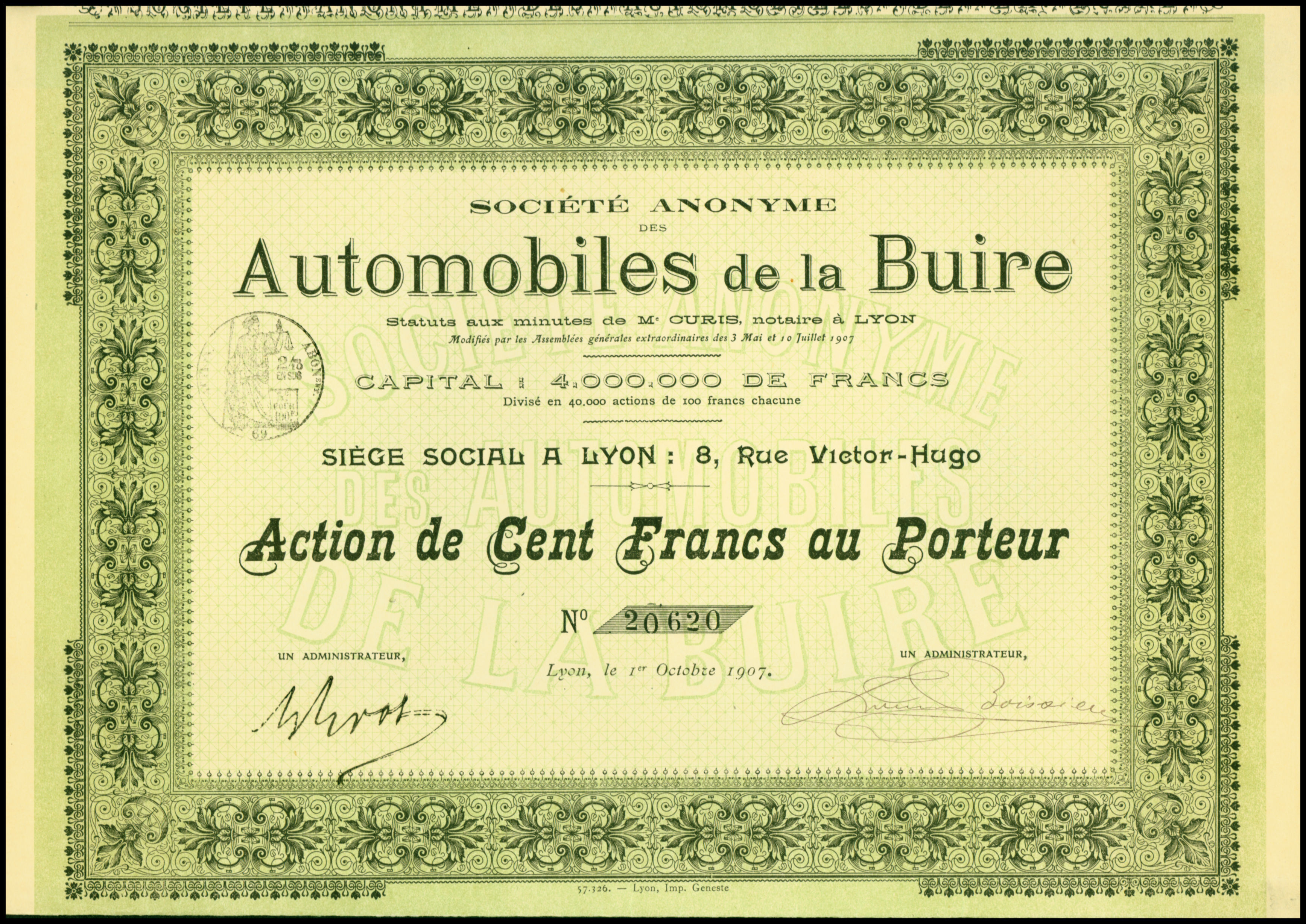
Aktie über 100 Francs der SA des Automobiles de la Buire vom 1. Oktober 1907

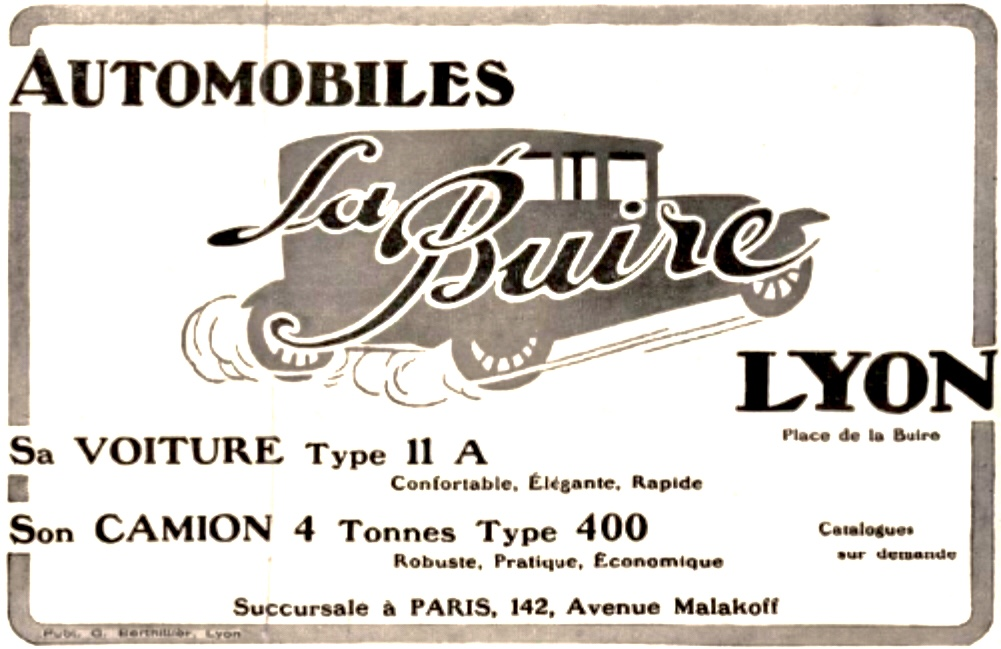
La Buire Werbung für Type 11 A und Type 400 um 1919

La Buire war ein französischer Hersteller von Automobilen und Eisenbahnmaterial.

## Unternehmensgeschichte
Das Unternehmen geht auf den protestantischen Schweizer Jules Frossard de Saugy aus Lausanne zurück. Nachdem seine politische Karriere im Kanton Waadt durch einen Umsturz 1845 zu Ende gegangen war, gründete er Les Ateliers de Jules Froissard & Cie, die auf einem 10 Hektar großen Werksgelände am linken Ufer der Rhone angesiedelt waren. Es wurden Eisenbahnwagen, Straßenbahnwagen und anderes Material für den Bahnbau hergestellt. Das Unternehmen war erfolgreich und beschäftigte 1856 bereits 800 Mitarbeiter. Durch die stärker werdende Konkurrenz gingen die Aufträge und die Mitarbeiterzahlen zurück.
1863 beteiligen sich die Gebrüder Mangini an den Werkstätten. Sie waren im Besitz der Société Anonyme de la Dombe, die in der Region von Lyon ein größeres Eisenbahnnetz betrieb. Das Unternehmen wechselte 1866 den Eigentümer und wurde zu den Chantiers de La Buire, deren Name Bezug auf den Werksstandort La Buyre machte. Es erlangte einen internationalen Ruf und baute 1877 mit 2000 Mitarbeitern bis zu 25 Wagen pro Tag, unter anderem auch die Luxuszüge des Kaisers von China und den des Königs von Italien.
1877 wurden die Chantiers de la Buire von der Compagnie des Fonderies et Forges de l'Horme übernommen und in Les Chantiers de l'Horme et de la Buire umbenannt. Die große Fabrik in La Buire wurde 1882 erweitert. Nach Konkurs entstand 1895 die Société nouvelle des Établissements de l'Horme et de la Buire, der elektrotechnische Teil wurde 1899 an Alioth, Münchenstein in der Schweiz verkauft. Sie firmierte fortan als Matériel électrique Alioth-Buire. Mit der Fusion von Alioth und Brown, Boveri & Cie. (BBC), gelangte die Matériel électrique Alioth-Buire an deren französische Tochtergesellschaft Compagnie Électro-Mécanique (CEM) im Jahre 1911. Mit der Übernahme der CEM durch Alstom 1985 gelangte auch das Werk Lyon in deren Besitz.
Ab 1889 begann die Herstellung von Serpollet-Dampfdreirädern in kleinen Serien. 1903 begann der Automobilbau in Serie. Der Markenname lautete La Buire. Für den Automobilbau wurde 1905 die Tochtergesellschaft Société des Automobiles de la Buire gegründet. Nachdem die Gesellschaft zahlungsunfähig geworden war, entstand sie 1910 neu als Société Nouvelle des Automobiles de la Buire , die Muttergesellschaft nahm den Namen Société Horme et Buire an. Zu Beginn des Jahres 1910, als Michel Berthier technischer Direktor war, wurde für eine kurze Zeit der Markenname Berthier verwendet. 1930 endete die Produktion von Autos.

## Fahrzeuge

### Autos

#### Markenname La Buire
1904 wurden die ersten eigenen Vierzylindermodelle 16 CV und 30 CV produziert und unter eigenem Namen angeboten. 1906 folgten weitere Vierzylindermodelle, deren Motoren 4900 cm³, 7500 cm³ und 13.600 cm³ Hubraum besaßen. Die Fahrzeuge nahmen auch an Rennen teil. 1907 gab es ein Vierzylindermodell mit 2700 cm³ Hubraum, 1908 das Modell 10/14 CV mit 2100 cm³ Hubraum und ein Sechszylindermodell 24/30 CV mit 4786 cm³ Hubraum mit 92 mm Bohrung und 120 mm Hub. 1909 erschienen vier neue Sechszylindermodelle mit Hubräumen zwischen 3600 cm³ und 9500 cm³. 1910 erschienen die Vierzylindermodelle 15 CV mit 3217 cm³ Hubraum und 20 CV mit 4071 cm³ Hubraum. 1913 bestand das Angebot aus neuen Vierzylindermodellen mit 1700 cm³ und 2300 cm³ Hubraum, den bekannten 15 CV und 20 CV sowie den Sechszylindermodellen mit 4800 cm³ und 5300 cm³ Hubraum.
1919 erschien das Modell 14/20 CV mit 2650 cm³ Hubraum mit 75 mm Bohrung und 150 mm Hub. Radstand 2950 mm. 1923 wurde der Prototyp 14/16 CV mit Frontantrieb vorgestellt, der allerdings nicht in Serienproduktion ging. 1923 erschien das Vierzylindermodell 12/38 CV mit 1800 cm³ Hubraum, dem kurz darauf ein weiteres Vierzylindermodell mit 2000 cm³ Hubraum folgte. Diese Modelle wurden bis 1930 angeboten.
Ein Fahrzeug dieser Marke ist im Musée Henri Malartre in Rochetaillée-sur-Saône zu besichtigen.

#### Markenname Berthier
1910 bot das Unternehmen vier Modelle als Berthier an. Dies waren die Vierzylindermodelle 10 CV, 15 CV und 24 CV sowie das Sechszylindermodell 18 CV.

### Eisenbahnwagen
La Buir baute sowohl Reisezugwagen wie Güterwagen, hauptsächlich für die PLM. An der Weltausstellung Turin 1911 wurde ein dreiachsiger Wagen 1. Klasse und ein vierachsiger Wagen mit 80 Plätzen 3. Klasse gezeigt, weiter war ein Kühlwagen ausgestellt.

## Lizenzvergabe
Meyrel aus Colmar fertigte Fahrzeuge nach einer Lizenz von La Buire. Iljin aus Moskau war zunächst Importeur und ab 1912 Lizenznehmer.